# 円福寺 (さいたま市岩槻区釣上)
円福寺（えんぷくじ）は、埼玉県さいたま市岩槻区にある真言宗智山派の寺院。なお、当寺の約5キロメートル北西の同市同区柏崎に同名の寺がある。そちらの寺は曹洞宗である。

## 歴史
創建年代は不明である。1897年（明治30年）の火災で記録を焼失してしまったためである。ただ江戸時代後期の地誌『新編武蔵風土記稿』に記載されていることから、その頃には既に存在していたものと推測される。現在の当寺の本尊は弘法大師であるが、『風土記稿』によれば、当時の本尊は不動明王であったという。
現在、当寺の本堂は地元釣上地区の集会所にもなっている。

## 交通アクセス
- 浦和美園駅より徒歩22分。